# Edward Morley
Edward Williams Morley (29. ledna 1838 – 24. února 1923) byl americký vědec, známý díky jeho měření relativní atomové hmotnost kyslíku, a díky Michelsonově–Morleyho experimentu.

## Život
Narodil se v Newarku Anně Clarisse Treat a Reverendu Sardisi Brewsterovi Morleymu. Oba rodiče byli měli původ mezi prvními kolonisty kontinentu a čistě britského původu. Morley vyrostl ve West Hartfordu v Connecticutu. Během dětství byl často nemocný a měl nalomené zdraví, proto byl až do devatenácti let vzděláván otcem doma.
V roce 1857 Morley nastoupil na Williams College v Williamstownu což byla alma mater jeho otce. Bakalářské studium absolvoval v roce 1860, a v roce 1863 získal magisterský titul. Kolem roku 1860 se jeho zájem postupně přesunul z chemie, která ho fascinovala od dětství k optice a astronomii. V letech 1860-1861 připravil tranzitní nástroje vyrobené z chronografu a provedl první přesné stanovení zeměpisné šířky z univerzitní observatoře. Toto stanovení bylo předmětem jeho první publikované knihy, která byla přečtena před Americkou asociací pro pokrok ve vědě v roce 1866.
Na radu svých rodičů vstoupil Morley do Andover Theological Seminary v roce 1861,
kurz dokončil o 3 roky později a získal v něm dobrou znalost hebrejštiny. Od roku 1866 do roku 1868 byl učitelem na soukromé škole a později, od roku 1868 kázal v malé farnosti v Ohiu. Ve stejné době byl jmenován profesorem chemie na Western Reserve College (nacházející se v Hudsonu v Ohio a později přestěhované do Clevelandu a přejmenované na Case Western Reserve University), kde zůstal až do svého odchodu do penze v roce 1906. Tato událost byla zlomovým bodem v jeho kariéře. V roce 1873 se stal profesorem chemie v Cleveland Medical College z této pozice ale odstoupil v roce 1888 aby měl více času na výzkum. Těsně předtím, než se přestěhoval do Hudsonu se oženil se Imbellou A. Birdsallovou.
Během pobytu v Clevelandu shromáždil jednu z nejlepších soukromých sbírek chemických časopisů v Americe. Vlastnil i ruské časopisy a naučil se rusky tak dobře aby je mohl číst. Po odchodu do penze jeho knihovnu zakoupila univerzita a přesídlila ji do chemické laboratoře, která po něm byla pojmenována. V roce 1906 se přestěhoval do West Hartford v Connecticutu, kde postavil malý dům a laboratoř pro své osobní studium hornin a minerálů.
Morley nebyl plodný spisovatel, publikoval pouze 55 odborných článků. Svou ženu přežil jen o několik měsíců a zemřel po chirurgické operaci v nemocnici v Hartfordu v roce 1923.

## Výzkum

### Optika a astronomie
Nejvíce známy jsou jeho výzkumné práce v oblasti fyziky a optiky. V této oblasti Morley spolupracoval a pomáhal fyzikovi Albertu Abrahamu Michelsonovi především v období kolem roku 1887. Mnohokrát nastavovali a zlepšovali techniku pro experiment později nazývaný Michelsonův–Morleyův. Jejich aparatura byla sestavena k přesným měřením rychlosti světla v různých směrech a v různých obdobích roku, tak jak se Země pohybuje na své oběžné dráze kolem Slunce. Tato pečlivá měření byla vytvořena za účelem měření rozdílů rychlosti světla v různých směrech. Michelson a Morley ale vždy zjistil, že rychlost světla se nemění vůbec a nezávisí na směru měření nebo postavení Země na oběžné dráze. Toto nazýváme "nulový výsledek" pro jejich experimenty s měřením rychlosti světla.
Ani Morley ani Michelson nepředpokládali, že tyto nulové výsledky vyvrací hypotézu o existenci "éteru", ve kterém docházelo podle tehdejších předpokladů k šíření elektromagnetických vln. Irský fyzik George FitzGerald Francis navrhl vysvětlení těchto nulových výsledků, když postuloval to co dnes nazýváme FitzGerald–Lorentzova kontrakce fyzikálních objektů ve směru jejich pohybu v inerciálním referenčním rámci.
Nicméně jiní vědci dospěli k závěru, že éter neexistuje. Výsledky Michelsonova–Morleyova experimenty podporovaly Einsteinův silný postulát z roku 1905, že rychlost světla je konstantní ve všech inerciálních vztažných soustavách, který byl součástí jeho speciální teorie relativity.
Morley také spolupracoval s Daytonem Millerem na experimentech s pozitivním éterem po skončení experimentů s Michelsonem. Morley dále sám prováděl měření rychlosti světla při průchodu přes silné magnetické pole. Studoval také teplotní roztažnosti pevných materiálů.

### Chemie
Ve Western Reserve College byl Morley povinen učit a to nejen chemie, ale také geologii a botaniku, což mu nechávalo jen málo času na výzkum. Nicméně během prvních deseti let na Hudsonu publikovat pět článků, většina se týkala přesnosti měření.
V chemii, která byla jeho původní vědou pracoval na zjištění přesné hodnoty složení atmosféry a určení hmotností plynů v atmosféře. Jeho práce na atomové hmotnosti kyslíku zahrnuje období jedenácti let. Hodně času
strávil kalibrací přístroje a zlepšením přesnosti měření na nejvyšší možný stupeň (cca 1 díl na 10 000). V roce 1895 Morley představil novou hodnotu poměrů atomových hmotnostní kyslíku a vodíku, což poskytlo nejpřesnější určení atomové hmotnosti kyslíku v dosavadní historii vědy. Morleyův výzkum atomové hmotnosti kyslíku byl uznán jako Národní kulturní chemické památka Americké chemické společnosti v roce 1995.

## Vyznamenání
Morley byl prezidentem Americké asociace pro pokrok ve vědě v roce 1895 a rovněž byl prezidentem Americké chemické společnosti v roce 1899. Byl oceněn Davyho medailí, pojmenovanou pro britském chemikovi Humphry Davym, kterou získal od Královské společnosti v roce 1907 a také získal medaili Elliotta Cressona od Franklinova institutu v roce 1912 za významné příspěvky k chemii. Od Chicagské sekce Americké chemické společnosti obdržel cenu Willarda Gibbse v roce 1917.
Jeho jméno nese kráter Morley na přivrácené straně Měsíce a také Morleyho základní škola ve West Hartfordu a Morleyho vědecká laboratoř v kampusu Williams College. Jeho dům ve West Hartfordu byl prohlášen Národní kulturní památkou v roce 1975.